# دير ديبري ليبانوس

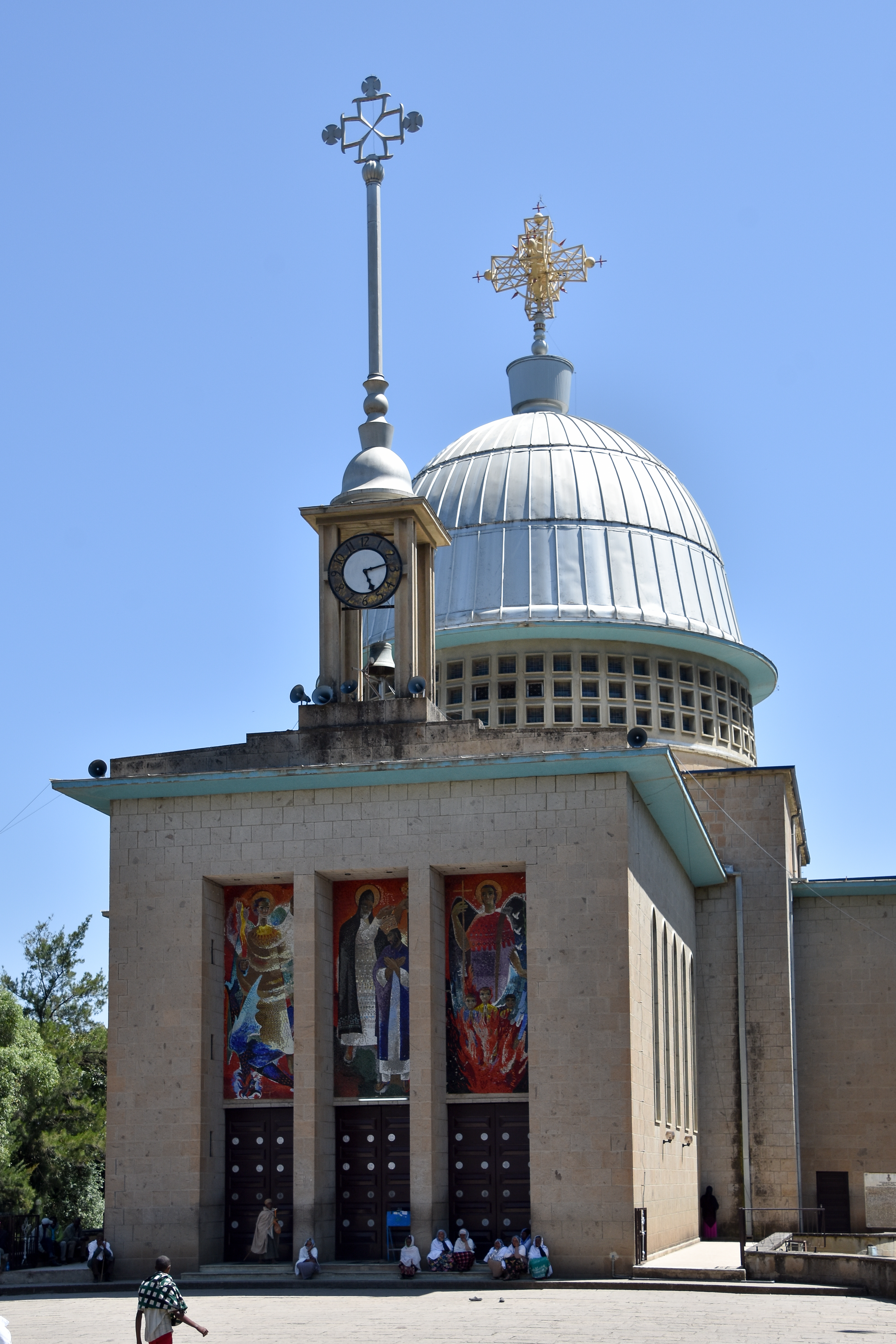
صورة لمبنى الكنيسة في 19 أكتوبر 2019

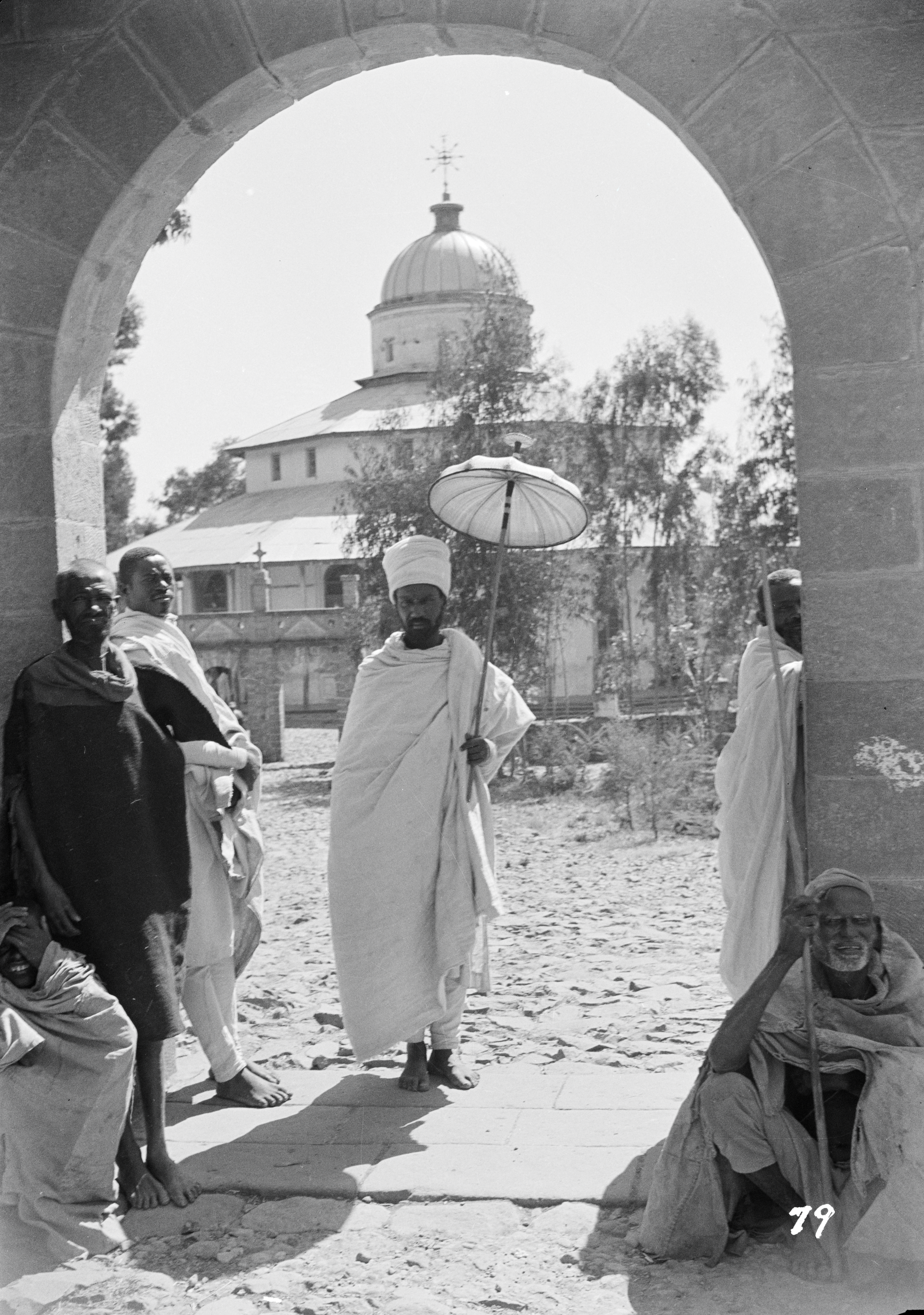
ديبري ليبانوس عام 1934

ديبري ليبانوس ( Oromo ؛ الأمهرية : ደብረ ሊባኖስ) هو دير لكنيسة التوحيد الإثيوبية الأرثوذكسية في إثيوبيا ، يقع شمال غرب أديس أبابا في منطقة شيوا الشمالية في أوروميا . تأسس في 1284 من قبل القديس تكلا هيمانوت باسم ديبري أتسبو وأعيدت تسميتها باسم ديبري ليبانوس في القرن الخامس عشر. عاش تكلا هيمانوت في كهف فوق الدير الحالي لمدة 29 عامًا. رئيس الدير ، المسمى ايشجي ، هو ثاني أعلى درجة كنسية في كنيسة التوحيد الإثيوبية الأرثوذكسية بعد أبونا .
تقع مباني الدير بين جرف ومضيق أحد روافد نهر آباي ( النيل الأزرق ). لم ينج أي من المباني الأصلية لـديبري ليبانوس ، على الرغم من أن ديفيد بوكستن يشتبه في «وجود أشياء مثيرة للاهتمام لا تزال موجودة بين المنحدرات المجاورة».  المباني الحالية للدير هي كنيسة موجودة فوق قبر تكلا هيمانوت ، والتي أمر الإمبراطور هيلا سيلاسي ببنائها في عام 1961 ؛ كنيسة الصليب ، حيث قال بوكستون ان جزء من الصليب الحقيقي محفوظ فيها ؛ وخمس مدارس دينية. يقع الكهف الذي عاش فيه تكلا هيمانوت في المنحدرات القريبة ، والتي يصفها أحد دليل المسافر بأنها على بعد خمس دقائق سيرًا على الأقدام.  يحتوي هذا الكهف على نبع تعتبر مياهه مقدسة وهي من الاماكن المقدسة الذي يزورها المسيحيون.
وفقًا لديفيد بوكستون ، كان الطريق الأصلي إلى ديبري ليبانوس يمر عبر شق في المنحدرات التي تصطف على الجانب الشرقي من أباي.  في أواخر القرن العشرين ، تم شق طريق من الطريق السريع الرئيسي بين أديس أبابا - ديبري ماركوس إلى الدير ؛ يبلغ طوله 4 كيلومتر (2.5 ميل) . 

## تاريخ

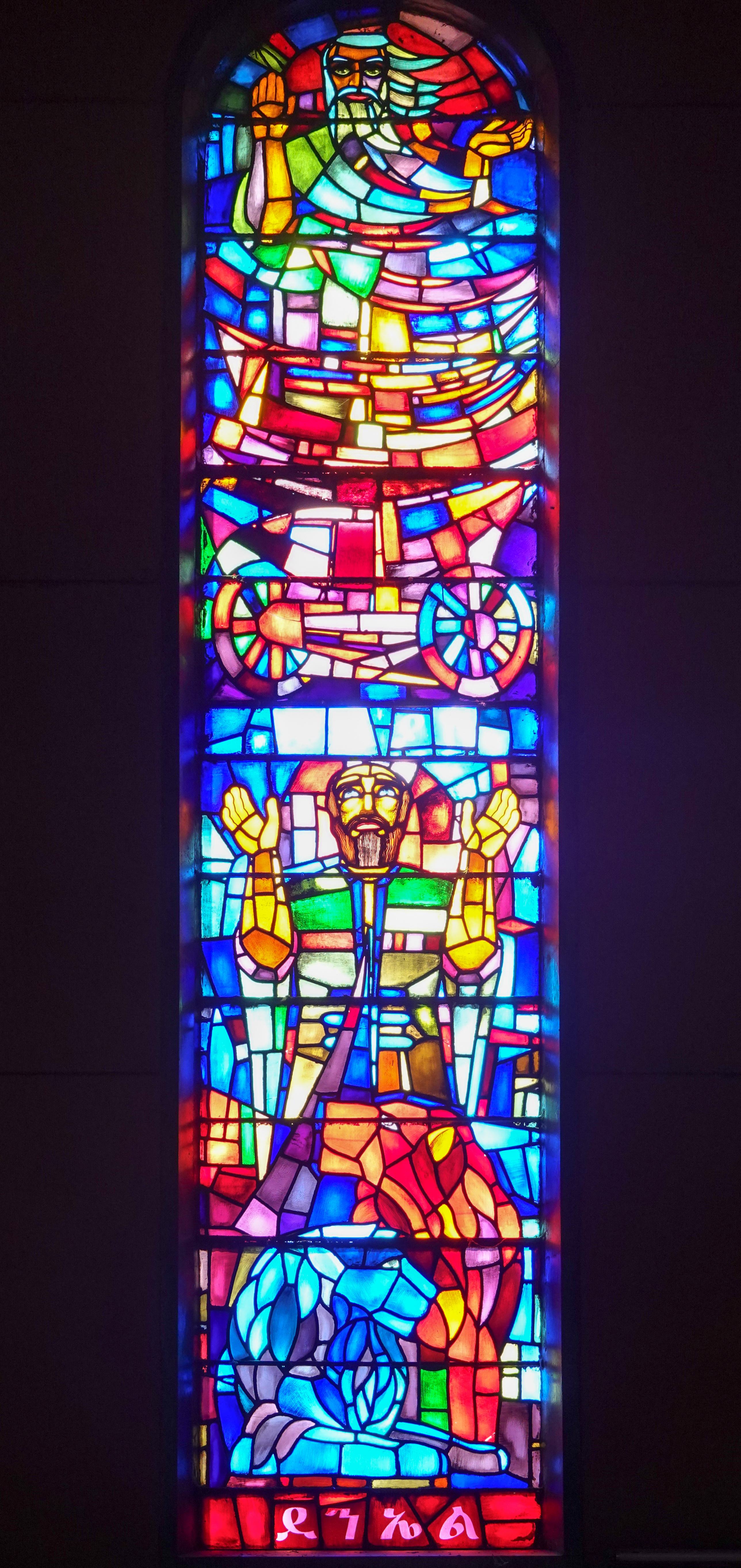

عانى الدير من دمار كبير خلال غزو أحمد بن إبراهيم الغازي عندما أضرم أحد أتباعه ، أوراي أبو بكر ، النار فيه في 21 يوليو 1531 ، على الرغم من محاولات الرهبان فداء الكنيسة.  وأيضا تدخل رئيس الدير لحماية شعب غامبو في عهد سارسا دينجيل ،  لم يتم إعادة بناء مباني الدير بالكامل إلا بعد زيارة الإمبراطور إياسو الكبير في عام 1699. 
في عهد الإمبراطور فاسيليدس ، بعد تدمير الدير أثناء غزو أمهره حيث كان الدير في شيوا ، منح الإمبراطور رئيس الدير قصره في أزازو، حيث صار مكان سكني الكثير من رؤساء الدير.  من القرن السابع عشر حتى تم حل المسألة في المجمع الكنسي الذي عقده الإمبراطور يوأنس الثاني ، كان رئيس الدير والرهبان من أهم المؤيدين لعقيدة سوست ليديت ، في معارضة بيت إيوستاتيوس .[بحاجة لمصدر]
يعود اهتمام الإمبراطور هيلا سيلاسي بدير دبري ليبانوس إلى الوقت الذي كان فيه حاكم مقاطعة سيلالي . كتب الإمبراطور في سيرته الذاتية أنه أثناء إعادة بناء الكنيسة في ديبري ليبانوس ، تم العثور على خاتم ذهبي منقوش ، وانه قد سلمه شخصيًا إلى الإمبراطور منليك الثاني .  والذي إعادة بناء الكنيسة هو البروفيسور هيكتور كورفياتو . 
بعد محاولة اغتيال رودولفو غراتسياني الحاكم العام في 19 فبراير 1937 ، أمر المستعمرين الإيطاليين بقتل سكان الدير لانه اعتقد أن رهبان الدير وطالبي الرهبنة متورطين في هذا الهجوم ، و لم ينتظر نتائج التحقيق الرسمي . في 21 مايو 1937 ، قُتل 297 راهبًا و 23 علمانيًا.  يبلغ عدد من قتلوا ما بين 1700 و 2100 مدني في عمليتي إعدام جماعيين في 21 مايو و 26 مايو.  أكد ذلك زيارة بوكستون لديبري ليبانوس في منتصف الأربعينيات ووجد بقايا هؤلاء الضحايا وكتب انه («هنا عدد لا يحصى من العظام والجماجم - عظام في أكياس وعظام في صناديق ، وعظام ملقاة في أكوام في انتظار الدفن»).  تم بعد ذلك بناء قبر على شكل صليب لاحتواء رفاتهم . 

## الفسيفساء
تم صنع الفسيفساء على الواجهة الأمامية الخارجية ونوافذ زجاج معشق ملون للدير وعرضها في لندن في قاعة المهرجان بواسطة هيفيزي وباجو. 

## مراسم الدفن
- توفي تكلا هيمانوت حوالي عام 1313 ، ودفن في الكهف فوق الدير ، ونقل جثمانه الي الدير بعد حوالي 60 عامًا.
- أبونا باسيليوس (23 أبريل 1891-13 أكتوبر 1970) أول رئيس أساقفة إثيوبي المولد أو أبونا ، ولاحقًا البطريرك الأول لكنيسة التوحيد الإثيوبية الأرثوذكسية .